# Burdzs al-Arab
A Burdzs al-Arab (magyarul: Arabok tornya) Tom Wright építész tervei alapján épült luxusszálloda Dubajban, az Egyesült Arab Emírségek legnagyobb városában. A torony a Jumeriah nevű nemzetközi szállodalánc tulajdonában van, az utóbbi évek során a közel-keleti város szimbólumává vált. 321 méteres magasságával a legmagasabb szálloda volt a világon 2009-ig. Egy mesterséges szigeten található, 280 méterre a parttól, amellyel saját híd köti össze. A legfelső emelet magasságában elhelyezett leszállópálya lehetővé teszi a helikopterrel való megközelítést.
„A világ első hétcsillagos szállodája” szlogennel reklámozza magát; a legolcsóbb szobát is 1000 dollár fölött adják ki egy éjszakára.
Az arab vitorlás hajót formázó épület tervezésénél egy olyan építészeti alkotást próbáltak létrehozni, amely Dubaj szimbólumává válhat. Ezt a célját elérte, hiszen ma már világszerte ismert.
Az építkezés 1994-ben kezdődött el, és kapuit 1999. december 1-jén nyitotta meg első vendégei előtt.

## Rendeltetése
Az épület alapvetően szállodaként működik, de gyakran konferenciaközpontként is szolgál. A toronyban egy jól menő fitneszklub is található a gazdagok szórakoztatására.

## Érdekességek
Az épület egyik kinyúló részében a híres Muntaha étterem működik, mely azzal kápráztatja el látogatóit, hogy 200 méterrel lebeg a tenger felett. Ide a világ leggyorsabb liftje repíti a vendégeket.
A Burdzs al-Arab szerepet kapott az Activision és az Infinity Ward sikerjátékában, a Call of Duty: Modern Warfare 3-ban, azon belül is az utolsó feladatban. Ugyan a játék grafikája lélegzetelállító, nem sok időnk van gyönyörködni az épületben, mert fegyveresek hada árasztja el golyózáporral az épületet, megfélemlítve az ott levő civileket. A feladat végén pedig még egy helikopter is belecsapódik a tetőszerkezetbe.